# Neurachne
Neurachne és un gènere de plantes de la família de les poàcies. És originari d'Austràlia. Comprèn 19 espècies descrites i d'aquestes, solament 6 acceptades.

## Taxonomia
El gènere va ser descrit per Robert Brown i publicat a Prodromus Florae Novae Hollandiae 196. 1810. L'espècie tipus és: Neurachne alopecuroides R.br. 
Etimologia
El nom del gènere deriva de les paraules gregues neuron (nervi) i achne (escala), al·ludint als molts nervis de les glumas.

## Espècies acceptades
A continuació es brinda un llistat de les espècies del gènere Neurachne acceptades fins a abril de 2014, ordenades alfabèticament. Per a cadascuna s'indica el nom binomial seguit de l'autor, abreujat segons les convencions i usos.
- Neurachne alopecuroides  R.br.
- Neurachne lanigera S.T.Blake
- Neurachne minor S.T.Blake
- Neurachne munroi (F.Muell.) F.Muell.
- Neurachne queenslandica S.T.Blake
- Neurachne tenuifolia S.T.Blake